# Elasticomyces
Elasticomyces är ett släkte av svampar. Elasticomyces ingår i ordningen Capnodiales, klassen Dothideomycetes, divisionen sporsäcksvampar och riket svampar.
|               | Antennulariellaceae                       |
|               |                                           |
|               | Asterinaceae                              |
|               |                                           |
|               | Capnodiaceae                              |
|               |                                           |
|               | Davidiellaceae                            |
|               |                                           |
|               | Euantennariaceae                          |
|               |                                           |
|               | Metacapnodiaceae                          |
|               |                                           |
|               | Micropeltidaceae                          |
|               |                                           |
|               | Mycosphaerellaceae                        |
|               |                                           |
|               | Piedraiaceae                              |
|               |                                           |
|               | Schizothyriaceae                          |
|               |                                           |
|               | Teratosphaeriaceae                        |
|               |                                           |
|               | Scirrhia                                  |
|               |                                           |
|               | Baudoinia                                 |
|               |                                           |
|               | Friedmanniomyces                          |
|               |                                           |
|               | Phaeotheca                                |
|               |                                           |
|               | Hyphospora                                |
|               |                                           |
|               | Micropustulomyces                         |
|               |                                           |
|               | Cystocoleus                               |
|               |                                           |
|               | Heptaster                                 |
|               |                                           |
|               | Limaciniopsis                             |
|               |                                           |
|               | Capnobotryella                            |
|               |                                           |
|               | Capnocheirides                            |
|               |                                           |
|               | Pseudotaeniolina                          |
|               |                                           |
|               | Xenomeris                                 |
|               |                                           |
|               | Monographos                               |
|               |                                           |
|               | Comminutispora                            |
|               |                                           |
|               | Toxicocladosporium                        |
|               |                                           |
|               | Rachicladosporium                         |
|               |                                           |
|               | Verrucocladosporium                       |
|               |                                           |
|               | Pseudovirgaria                            |
|               |                                           |
|               | Recurvomyces                              |
|               |                                           |
| Elasticomyces | \| \| Elasticomyces elasticus \| \| \| \| |
|               | \| \| Elasticomyces elasticus \| \| \| \| |
|               | Sporidesmajora                            |
|               |                                           |
|               | Hispidoconidioma                          |
|               |                                           |
|               | Elasticomyces elasticus                   |
|               |                                           |

|  | Elasticomyces elasticus |
|  |                         |